# Casas de Búcar
Casas de Búcar es un despoblado del término municipal de Villar del Cobo.

## Toponimia
El topónimo Casas de Búcar se remonta al antropónimo Búcar. El hecho que en el "Cantar de Mío Cid" se hiciera mención de un rey Búcar de Marruecos le añade interés, por ser esta zona uno de los escenarios de este cant[ ]ar de gesta.

## Geografía
Casas de Búcar se encuentra al noroeste de Villar del Cobo aguas arriba del río Griegos o Búcar y a la derecha de este río, muy cerca de la ermita de la Malena. Está a 1.581 m sobre el nivel del mar.
Un poco al sur de la foz que forma el Búcar entre Casas de Búcar y Villar del Cobo se ha construido la Urbanización Casas de Búcar.